# Entente sportive Bruges Blanquefort
Cet article concerne la section féminine de l'Entente sportive Bruges Blanquefort.
Actualités
L'Entente sportive Bruges Blanquefort est un club féminin de rugby à XV français participant au championnat de France féminin de rugby à XV de 2e division. Il représente les villes de Bruges et Blanquefort, en banlieue nord de Bordeaux.

## Histoire
- L'ESBB (Entente sportive de Bruges-Blanquefort) constituée en 1993 sur l'initiative de Pierre Vergé, qui en assurait la présidence, à partir de l'Entente sportive de Bruges - Club omnisport, créée elle en 1968, et en association avec la commune voisine de Blanquefort[1]. Cette équipe est engagée dans le championnat dès sa première saison : elle termine avant dernière (1994-1995).
- En 1998-1999, l'équipe réalise une belle saison et accède à la deuxième division.
- 2000-2001 : titre de championnes de France de deuxième division et accession en première division.[réf. nécessaire]
- 2003-2004 : titre de championnes de France Élite 2 et accession à la division Élite nationale.
- 2004-2005 : qualification pour les demi-finales et défaite contre Toulouges.
- 2005-2006 : rétrogradation en fin de saison pour cause de nombreux départs.
- 2010-2011 : finaliste et titre de championnes de France Fédérale 3 Féminine à XII - Montée en Fédérale 2.
- 2011-2012 : Fédérale 2 féminine.
- 2012-2013 : Fédérale 2 féminine.
- 2013-2014 : 1/4 de finalistes Fédérale 2 Féminine à XV - Défaite contre Montpellier.
- 2014-2015 : 1/4 de finalistes Fédérale Féminine à XV - Défaite contre Herm.
- 2015-2016 : 1/4 de finalistes Fédérale Féminine à XV - Match nul contre Villelonguet.
- 2016-2017 : 1/4 de finalistes Fédérale 1 Féminine à XV - Défaite contre Narbonne.
- 2017-2018 : finalistes et championnes de France Fédérale 1 féminine à XV - Montée en challenge Armelle Auclair - Élite 2.

## Palmarès
- Championnat de France de 2e division :
  - Champion : 2001[réf. nécessaire], 2004.
- Championnat de France de Fédérale 1 :
  - Champion : 2018.
- Championnat de Fédérale 3 à XII :
  - Champion : 2011.

## Personnalités du club

### Joueuses internationales
- Ingrid Aymat a honoré sa première cape en équipe de France à l’occasion du championnat d’Europe Féminin 2004.
- Sylvie Vuillaume a rejoint le groupe France en 2005.
- Anaïs Lagougine a rejoint le groupe France.

### Entraîneurs
- Christian Daubos
- Thierry Mongin
- Pascale Deguin
- Frédéric Dieval
- André Berthozat
- Nicolas Laclau
- Frédéric Élissalde
- Guillaume Soppelsa
- Camille Teychenné